# Сошица
Сошица (бел. Сашыца) — деревня в Берёзовском районе Брестской области Белоруссии. Входит в состав Селецкого сельсовета.

## География
Деревня находится в центральной части Брестской области, к югу от водохранилища Селец, при автодороге Н-106, на расстоянии приблизительно 9 километров (по прямой) к северо-западу от города Берёза, административного центра района. Абсолютная высота — 159 метров над уровнем моря. Площадь населённого пункта — 1,2801 км².

## История
По состоянию на 1905 год, в Сошице проживал 961 человек. В административном отношении деревня входила в состав Селецкой волости Пружанского уезда Гродненской губернии.
Согласно Рижскому мирному договору (1921), деревня вошла в состав межвоенной Польши. Входила в состав гмины Селец Пружанского повета Полесского воеводства Польши. В 1921 году числилось 452 жителя, проживавших в 69 домах. В этническом составе населения того периода белорусы составляли 55 %, поляки — 45 %. В конфессиональном составе населения преобладали православные христиане (98 %).
С 1939 года в БССР, с 1940 года деревня являлась центром Сошицкого сельсовета. С 1956 года в составе Селецкого сельсовета.

## Население
По данным переписи 2019 года, в деревне проживало 82 человека.
| Год  | Население, человек |
| ---- | ------------------ |
| 1905 | 961                |
| 1921 | ↘ 452              |
| 2009 | ↘ 160              |
| 2019 | ↘ 82               |